# Jassin

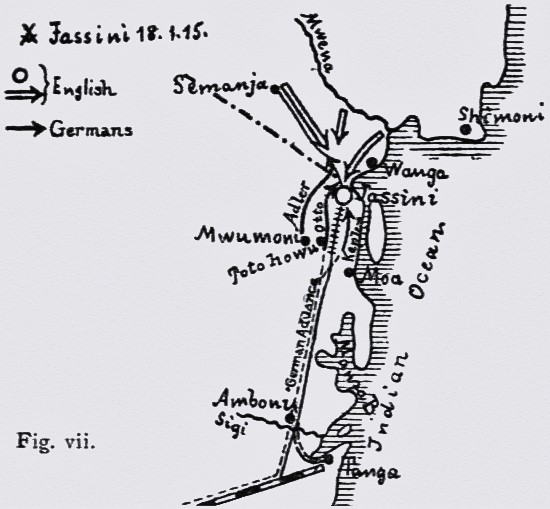
Un mapa que muestra la batalla de Jassin, con Tanga en el extremo inferior y Kenia en el superior.

Jassin, Yasin, o Jassini era una pequeña localidad fortificada en la actual Kigamboni, Tanzania. Se encontraba cerca de la frontera con Kenia y se situaba a unos cincuenta kilómetros al norte de Tanga, aunque ahora está rodeada por un área pantanosa. Fue una localidad costera conocida por haberse librado en sus tierras la batalla de Jassin, que supuso una victoria alemana a principios de la Primera Guerra Mundial. Tuvo cierta importancia durante los tiempos posteriores a la guerra por su aceite de palma, su azúcar y las plantaciones de sisal administrados por la Compañía Alemana del África Oriental.